# エルスター
エルスター（えるすたー）とは、四国旅客鉄道（JR四国）の子会社ステーションクリエイト香川、ステーションクリエイト愛媛、ステーションクリエイト高知3社（現JR四国ステーション開発）がかつて運営していたコンビニエンスストアのブランド名である。JR四国の駅構内で店舗を展開していた。

## 沿革
- 1987年（昭和62年）3月 - 四国旅客鉄道関連事業部直営で展開を開始[1][2]。
- 1992年（平成4年）1月15日 - 高光駅敷地内に高光店を出店[3]。
- 1993年2月 - 宇多津駅構内に宇多津店、丸亀駅構内に丸亀店を出店[4]。
- 1993年（平成5年） - 駅構外に初出店[5]。
- 1995年（平成7年）3月29日 - JR高知駅構内に12店舗目の高知店を出店[2]。
- 1997年（平成9年）10月1日 - 株式会社ステーションクリエイト香川、株式会社ステーションクリエイト愛媛、株式会社ステーションクリエイト高知に移管。

## かつて存在した店舗
- 高松店
- 端岡店
- 鴨川店
- 宇多津駅店
- 宇多津店（1993年2月開店）
- 丸亀店（1993年2月開店）
- 豊浜店
- 今治店
- 北条店
- 松山店
- 高光店（1992年1月15日開店）
- 宇和島店
- 栗林店
- 高知店（1995年3月29日開店）
- 伊野店